# Raymond Aron
Raymond Claude Ferdinand Aron (Parigi, 14 marzo 1905 – Parigi, 17 ottobre 1983) è stato un filosofo, sociologo, storico e politologo francese.
Fu promotore di un liberalismo moderno, controcorrente rispetto al prevalente milieu intellettuale di sinistra e ispirato al pacifismo. Denunciò nel suo libro L'oppio degli intellettuali la fascinazione che l'ideologia marxista esercitò presso gli intellettuali del suo tempo, con particolare riferimento alla Francia. Fu collega universitario di Sartre e Nizan all'École normale supérieure.

## Biografia

### Studi
Frequenta il Liceo «Hoche» a Versailles, poi il Liceo «Condorcet» a Parigi; nel 1924 consegue il diploma di maturità. Dal 1924 al 1928 studia filosofia presso la Scuola Normale Superiore di Parigi. Conosce Jean-Paul Sartre: i due si legheranno di un rapporto di amicizia che durerà per tutta la vita. Terminati gli studi, si iscrive al concorso per la cattedra di insegnamento della filosofia nella scuola superiore e lo vince. Nel 1930 inizia un periodo di perfezionamento degli studi che lo porta in Germania. Studia all'università di Colonia (1930-31), poi a Berlino (1931-33). Per nove anni, Raymond Aron gestisce un circolo privato che si interessa del pensiero storico e sociale.

### Percorso professionale
Tornato in Francia, inizia la professione di insegnante al liceo di Le Havre (1933-34). Poi si trasferisce a Parigi. Nella capitale lavora e studia: è professore presso l'École Normale Supérieure (dove svolge anche l'incarico di segretario del centro di “Documentation sociale” dell'istituto) e studia Lettere. Nel 1938 si laurea; nello stesso anno pubblica i suoi primi due libri: una Introduzione alla filosofia della storia ed un saggio sulla teoria della storia nella Germania contemporanea. Nello stesso anno partecipa al colloquio Walter Lippmann.
Nel 1939 decide di cambiare università: è professore incaricato di filosofia sociale presso la Facoltà di lettere di Tolosa. Dal 1939 al 1940 partecipa al secondo conflitto mondiale nell'esercito francese. Dopo la presa nazista di Parigi (23 giugno 1940) si trasferisce nel Regno Unito. A Londra, rincontra Charles de Gaulle. Durante il periodo nel Regno Unito è impegnato nelle Forze francesi libere.
Nel 1945 ritorna a Parigi, dove si stabilisce definitivamente. Il suo primo incarico accademico è svolto alla Scuola nazionale d'amministrazione di Parigi (1945-47). Dal 1948 al 1954 insegna all'Istituto di studi politici della capitale.
Prosegue l'insegnamento come professore incaricato; dal 1958 insegna presso la Facoltà di lettere e scienze umane della Sorbona. Tra i suoi assistenti spicca Pierre Bourdieu (1930-2002). Aron tiene principalmente corsi su Karl Marx, ciò che ne fa un marxologo giudicato "neutrale" (poiché non-marxista). Dal 1970 alla morte è professore di sociologia della cultura moderna al Collège de France.
Carriera giornalistica
La carriera giornalistica di Aron inizia nel Regno Unito durante la seconda guerra mondiale: Aron è redattore capo del giornale La France Libre (giornale in lingua francese con sede a Londra). Tornato in Francia, fonda con Jean-Paul Sartre la rivista Les Temps Modernes. Nel 1946 dà vita, insieme ad Albert Camus al giornale Combat. Dal 1947 al 1977 è editorialista al quotidiano Le Figaro. Dal 1977 fino alla morte scrive per L'Express, di cui è anche presidente del comitato direttivo del giornale. Aron scrive anche per due quotidiani italiani: il Corriere della Sera e, dalla fondazione nel 1974, il Giornale nuovo diretto da Indro Montanelli del quale era amico. Durante lo stesso periodo, Aron è stato cronista radiofonico all'emittente Europe numéro 1 (dal 1968 al 1972).

### L'impegno politico
Dopo aver vinto la cattedra in filosofia, Aron assiste agli autodafé organizzati dai nazisti, appena saliti al potere, nel maggio del 1933: questa disfatta del pensiero gli ispira un profondo disprezzo per i regimi totalitari.
Nel resto degli anni Trenta si dedica quasi totalmente all'attività accademica. Nel 1939 scoppia la seconda guerra mondiale; nel maggio 1940 i nazisti avviano la Campagna di Francia. Dopo nemmeno due mesi, il 24 giugno 1940 la Francia viene sconfitta. Aron sceglie di non compromettersi col regime di Philippe Pétain e parte per Londra seguendo Charles de Gaulle. In Inghilterra si impegna nelle Forces Françaises Libres.
Dopo la Liberazione, lavora per un certo periodo al ministero dell'Informazione, diretto dall'amico André Malraux. In più, s'impegna al fianco del Raggruppamento del Popolo Francese (RPF), il primo partito fondato da de Gaulle, nel 1947.
Militante negli anni cinquanta per l'indipendenza dell'Algeria, col suo opuscolo La tragedia algerina, Aron colpisce l'opinione pubblica francese, che si divide tra lui e Jean-Paul Sartre, l'intellettuale vedette della sinistra. Il dibattito tra Aron e Sartre costituisce l'immagine fisica del dibattito intellettuale dell'epoca. I due si ritroveranno uniti, una volta tanto (e anche l'ultima), a metà degli anni Settanta per denunciare il regime comunista vietnamita, responsabile del fenomeno dei cosiddetti boat people. Alle elezioni presidenziali del 1981 scelse di votare Giscard d'Estaing. Aron rimane tuttora un grande pensatore liberale contemporaneo in polemica contro gli intellettuali di sinistra.

### Gli allievi di Raymond Aron
Tra i suoi allievi più celebri e importanti si possono annoverare: Pierre Bourdieu, Pierre Manent, Albert Palle, Jean-Claude Michaud, Jean-Claude Casanova, André Glucksmann, Pierre Hassner, Raymond Boudon, Nicola Baverez e Dominique Schnapper, sua figlia.
La maggior parte di essi collabora, o ha collaborato, alla rivista Commentaire, fondata insieme a Raymond Barre ed altri allievi.
Commentaire può essere considerata una "rivista aronniana". La rivista è anche il punto d'incontro della scuola di pensiero aronniana, fondata su un liberalismo moderato, venato di conservatorismo, con un occhio verso la cultura anglo-sassone. È attivo un centro di studi di filosofia politica, il Centre Raymond Aron, presso la Scuola di alti studi e scienze sociali (EHESS) a Parigi.

## L'intellettuale scomodo
La cultura francese ha spesso contrapposto Raymond Aron a Jean-Paul Sartre. Considerati tra i massimi intellettuali del secondo dopoguerra, amici nella vita, furono gli epigoni di due stili diversi: Aron l'intellettuale «controcorrente», Sartre la personificazione del «maître à penser».
Nati nello stesso anno, i due effettuarono un percorso culturale comune. I differenti stili intellettuali emersero presto e le loro vicende si separarono nel 1940, quando Parigi fu occupata dai nazisti. Aron seguì Charles de Gaulle a Londra, mentre Sartre rimase nella capitale occupata dai nazisti.
Dopo la fine della guerra Aron denunciò i crimini del totalitarismo dei regimi sovietici. Quindi si schierò contro l'ideologia marxista, venendo a scontrarsi più volte con Sartre. Durante gli anni della contestazione, quando le piazze erano infiammate, Aron prese le distanze dai movimenti. Nel 1968 coniò il termine groupuscules per bollare la tendenza volta all'esasperazione ideologica dell'estrema sinistra.
Nel 1975 denunciò lo scandalo dei «boat people», i vietnamiti fuggiti dalle persecuzioni del Vietnam comunista dopo la fine della guerra civile nord-sud. Il ruolo di intellettuale scomodo, in questo caso, risultò vincente: lo stesso Sartre riconobbe la correttezza della sua valutazione.

## Il pensiero

### Il totalitarismo
Definizione di totalitarismo:
«Mi sembra che i 5 elementi principali siano i seguenti:
1. Il fenomeno totalitario sopraggiunge in un regime che concede ad un partito il monopolio dell'attività politica.
2. Questo partito è animato o armato da un'ideologia alla quale conferisce un'autorità assoluta e che, di conseguenza, diventa la verità ufficiale dello stato.
3. Per diffondere questa verità ufficiale, lo stato si riserva a sua volta un doppio monopolio: il monopolio dei mezzi per l'uso della forza e quello dei mezzi di persuasione. L'insieme dei mezzi di comunicazione, radio, televisione, stampa, viene diretto dallo stato e da coloro che lo rappresentano.
4. La maggior parte delle attività economiche e professionali sono subordinate allo stato e vengono, in un certo qual modo, integrate nello stato stesso. Così come lo stato è inseparabile dalla sua ideologia, la maggior parte delle attività economiche e professionali viene “colorata” dalla verità ufficiale.
5. Essendo ormai tutte le attività, attività di stato, ed essendo tutte le attività subordinate all'ideologia, un errore commesso nell'ambito di un'attività economica o professionale diventa al contempo un errore ideologico. Ne scaturisce, in ultima istanza, una politicizzazione, una trasfigurazione ideologica di tutti gli errori che è possibile commettere e, in conclusione, un terrore al contempo poliziesco ed ideologico. (...) Il fenomeno è perfetto allorché tutti questi elementi si realizzano insieme in maniera compiuta».

R. Aron, Démocratie et Totalitarisme, Folio Essais, Gallimard, 1965.

### Le relazioni internazionali
Raymond Aron è un teorico del realismo, fortemente influenzato da Clausewitz e Alexis de Tocqueville.
Per Aron, le relazioni internazionali hanno una loro specificità, essendo ben distinte dalla politica interna degli stati. Nelle relazioni internazionali, vi è una certa «legittimità e legalità nel ricorso per primi alla forza armata»: «Max Weber definiva lo stato come colui che detiene il monopolio della violenza legittima. Noi diciamo che la società internazionale è caratterizzata dall'assenza di un'istanza che detenga il monopolio della violenza legittima.» (Qu'est-ce qu'une théorie des Relations Internationales ? RFSP 1967)
Egli considera impossibile una teoria generale delle relazioni internazionali, rifiutando la concezione causale (esplicativa) in favore di una concezione comprensiva emergente dall'analisi sociologica degli scopi che gli stati possono perseguire. È questo indirizzo "pratico" delle relazioni internazionali che Aron tenterà di sviluppare Paix et guerre entre les nations (1962).
Ogni stato può ricorrere alla guerra per tre motivi: la potenza; la sicurezza; la gloria.

Aron definisce i sistemi internazionali come degli «insiemi di unità che interagiscono regolarmente, suscettibili di essere implicati in una guerra generale». «La caratteristica di un sistema internazionale è la configurazione dei rapporti di forza».
Egli distingue tra sistemi multipolari e bipolari, così come distingue tra sistemi omogenei (quelli costituiti da stati di uno stesso tipo, che hanno cioè la stessa concezione della politica), e sistemi eterogenei (quelli in cui gli stati sono organizzati secondo principi diversi ed esigono valori contrastanti).
Infatti, la condotta di uno stato non è soltanto governata dai rapporti di forza. Gli interessi nazionali non possono essere definiti senza tener conto dell'ideale politico di uno stato. Il sistema internazionale è determinato dai valori che esistono in seno agli stati, e questi valori influenzano la stabilità del sistema. Aron appartiene alla tradizione del realismo classico delle relazioni internazionali, quello di Edward Carr, Hans Morgenthau e Henry Kissinger. Questo orientamento verrà rimesso in discussione negli anni seguenti, al sorgere delle teorie sistemiche come il neorealismo di Kenneth Waltz (Theory of international politics, 1979).
Nell'opera Pace e guerra tra le nazioni (tr. it. Edizioni di Comunità, Milano, 1970), sulla base di Quincy Wright, distingue quattro tipi di guerra (ivi p. 413):
1) Guerre meramente difensive;
2) Guerre sociali per vendicare un'ingiuria;
3) Guerre economico-politiche per raggiungere obiettivi materiali;
4) Guerre aristocratiche di puro prestigio.

### Aron e Marx
Aron studiò a lungo Marx. La sua ammirazione per il filosofo Karl Marx fu ampia soltanto quanto il suo disprezzo per il pensiero marxista-leninista. Aron si dichiarava "marxiano" piuttosto che marxista.
«Sono giunto a Tocqueville partendo dal marxismo, dalla filosofia tedesca e dall'osservazione del mondo attuale... Mi appassionano più i misteri del Capitale che la prosa limpida e triste della Democrazia in America. Le mie conclusioni appartengono alla scuola inglese, la mia formazione viene dalla scuola tedesca», ha scritto. Tutto ciò perché «ho letto e riletto i libri di Marx per 35 anni» (Les étapes de la pensée sociologique, Introduction).

## Opere
- La sociologie allemande contemporaine, Paris, Alcan, 1935 (“La sociologia tedesca contemporanea”).
- Introduction à la philosophie de l'histoire. Essai sur les limites de l'objectivité historique, Paris, Gallimard, 1938 (“Introduzione alla filosofia della storia. Saggio sui limiti dell'oggettività storica”).
- Essai sur la théorie de l'histoire dans l'Allemagne contemporaine. La philosophie critique de l'histoire, Paris, Vrin, 1938 (“Saggio sulla teoria della storia nella Germania contemporanea. La filosofia critica della storia”).
- L'homme contre les tyrans, New York, Editions de la Maison française, 1944 (“L'uomo contro i tiranni”).
- De l'armistice à l'insurrection nationale, Paris, Gallimard, 1945 (“Dall'armistizio all'insurrezione nazionale”).
- L'âge des empires et l'avenir de la France, Paris,Défense de la France, 1945 (“L'età degli imperi ed il futuro della Francia”).
- Le grand schisme, Paris, Gallimard, 1948 (“Il grande scisma”).
- Les guerres en chaîne, Paris, Gallimard, 1951 (“Le guerre a catena”).
- L'Opium des intellectuels, Paris, Calmann-Lévy, (1955) (L'oppio degli intellettuali, Introduzione di Angelo Panebianco, Lindau, Torino 2017).
- Polémiques, Paris, Gallimard, 1955 (“Polemiche”).
- La tragédie algérienne, Paris, Plon, 1957 (“La tragedia algerina”).
- Espoir et peur du siècle. Essais non partisans, Paris, Calmann-Lévy, 1957 (“Speranza e paura del secolo. Saggi non partigiani”).
- L'Algérie et la République, Paris, Plon, 1958 (“L'Algeria e la repubblica”).
- La société industrielle et la guerre, Paris, Plon, 1959 (“La società industriale e la guerra”).
- Immuable et changeante. De la IVe à la Ve République, Paris, Calmann-Lévy, 1959.
- Dimensions de la conscience historique, Paris, Plon, 1961 (“Dimensioni della coscienza storica”).
- Paix et guerre entre les nations, Paris, Calmann-Lévy, 1962 (“Pace e guerra tra le nazioni”, Collana Saggi di cultura contemporanea n.89, Edizioni di Comunità, I ed. 1970).
- Dix-Huit Leçons sur la société industrielle (1963) (“Diciotto lezioni sulla società industriale”)
- La Lutte des classes (1964) (La lotta di classe, Pgreco, Milano 2016)
- Essai sur les libertés (1965) (“Saggio sulle libertà”).
- Démocratie et totalitarisme (1965) (“Democrazia e totalitarismo”).
- Trois essais sur l'âge industriel (1966) (“Tre saggi sull'era industriale”).
- Les étapes de la pensée sociologique (1967) (“Le tappe del pensiero sociologico”).
- La Révolution introuvable. Réflexions sur les événements de mai, Paris, Fayard, 1968 (La rivoluzione introvabile. Riflessioni sul Maggio francese, a cura di Alessandro Campi e Giulio De Ligio, Rubbettino, Soveria Mannelli 2008)
- " les désillusions du progrés" (1969)
- Penser la guerre, Clausewitz (1976) (“Pensare la guerra, Clausewitz”).
- Plaidoyer pour l'Europe décadente, Paris, Laffont, 1977 (In difesa di un'Europa decadente, Mondadori, Milano 1978)
- Mémoires (1983) (“Memorie”)
- Le Marxisme de Marx (2002) (“Il marxismo di Marx”).
- Raymond Aron spectateur engagé. Entretiens avec Raymond Aron. Durée: 2H30 - DVD - Éditions Montparnasse, (2005) (“Raymond Aron spettatore impegnato, Colloqui con Raymond Aron”).
- De Giscard à Mitterrand: 1977-1983 (editoriale apparso ne l'Express), prefazione di Jean-Claude Casanova. Éditions de Fallois, Paris, ottobre 2005. 895 pagine. ISBN 2-87706-570-7 (“Da Giscard a Mitterrand”).

## Opere su Raymond Aron
- Alessandro Campi, La politica come passione e come scienza. Saggi su Raymond Aron, Rubbettino, Soveria Mannelli 2015
- Giulio De Ligio, La tristezza del pensatore politico. Raymond Aron e il primato del politico, Bononia University Press, Bologna 2007
- Giulio De Ligio, Il processo, il dramma e la forma politica. Saggi su Raymond Aron, Historica, Cesena 2018
- Massimiliano Guareschi, I volti di Marte. Raymond Aron sociologo e teorico della guerra, Ombre Corte, Verona 2010
- Carla San Mauro, Raymond Aron e gli Stati Uniti: anni di guerra, sguardi di pace (1945-1972), FrancoAngeli, Milano, 2019